# Jefferson County, Florida
Jefferson County är ett administrativt område i delstaten Florida, USA, med 14 761 invånare. Den administrativa huvudorten (county seat) är Monticello. 

## Geografi
Enligt United States Census Bureau har countyt en total area på 1 649 km². 1 548 km² av den arean är land och 101 km² är vatten. Jefferson County är det enda av Floridas countyn som gränsar både till delstaten Georgia och Mexikanska golfen.

### Angränsande countyn
- Thomas County, Georgia - nord
- Brooks County, Georgia - nordöst
- Madison County, Florida - öst
- Taylor County, Florida - sydöst
- Wakulla County, Florida - sydväst
- Leon County, Florida - väst